# Shwegu
Shwegu är en kommun i Myanmar. Den ligger i delstaten Kachin och distriktet Bhamo i den norra delen av landet, 500 km norr om huvudstaden Naypyidaw. Antalet invånare i kommunen utgjorde 94 784 vid folkräkningen 2014.
Shwegu har ett sub-township benämnt Myohla som hade 4 093 invånare vid folkräkningen 2014.